# 汐ノ海運右エ門
汐ノ海 運右エ門（しおのうみ うんえもん、1918年3月1日 - 1983年7月18日）は、兵庫県印南郡（現：兵庫県姫路市）出身で出羽海部屋に所属した大相撲力士。本名は岸本 忠夫（きしもと ただお）。最高位は西大関。得意手は右四つ、寄り、筈押しなど。現役時代の体格は180cm、113kg。

## 来歴
1918年3月1日、兵庫県印南郡（現：兵庫県姫路市）で生まれた。小学生の頃から体格が良く腕力も強かったことから、大人と同じ塩田作業に従事していたが、岸本少年の素質を見出した同郷の好角家に笠置山勝一を紹介され、出羽海部屋へ入門した。笠置山は当時としては珍しい大学出身（早稲田大学）のインテリ力士で、当時の出羽海部屋では「打倒双葉」を合言葉に双葉山の連勝を止めるための研究・対策を繰り広げていた。その作戦本部長のポジションにいたのが笠置山で、岸本少年も例外なく入門当初から有望視された。
1938年1月場所において20歳で初土俵を踏んだ。当時としては遅い入門だったが順調に出世していき、1942年1月場所で新十両へ昇進、1943年1月場所で新入幕を果たした。赤胴色の筋肉質な身体で、同部屋の駿河海光夫が「青鬼」と呼ばれていたのに対して「赤鬼」と呼ばれた。上突っ張りとハズ押しは強烈で、右を差しての投げも見せた。
第二次世界大戦の真っ只中でありながら、ちょうどその時期が最盛期だったことであまり注目を浴びることは無かったが、1944年1月場所では双葉山定次をハズ押しで倒して金星を獲得、以後順調に番付を上げて東西制最後の場所となった1947年6月場所に大関昇進を果たし、出羽海部屋の将来を背負う存在として注目された。だが1948年5月場所で怪我により1勝も出来ずに途中休場、大関角番だった同年10月場所で3勝8敗と、大関の地位で2場所連続負け越した為、翌1949年1月場所では関脇の地位に陥落。同年5月場所では平幕（前頭2枚目）まで降格したが10勝、次の10月場所にて関脇で10勝を上げた後、大関復帰を果たした。
しかし大関再昇進後も乱調が続き、1951年1月・5月（通算3度目の角番）場所と再び大関で2場所連続の負け越しで大関陥落が決定的となり、この同年5月場所を最後に現役引退を表明した。大関在位は通算合計で9場所（新大関から4場所・大関復帰後5場所）で、大関での勝ち越しは僅か3場所という不本意な結果に終わった。大関としての通算勝率は.402であり、これは昭和以降に大関に昇進した者の中では最も低い。また、羽黒山政司には通算で13戦全敗と全く歯が立たなかった。ただ、照国万蔵には3勝4敗と互角に近く、東富士欽壹には6勝4敗と勝ち越すなど、アンコ型の力士には強かった。
引退後は年寄・出来山を襲名、停年退職まで出羽海部屋所属の年寄として長く勝負審判も務めたほか、後進の指導にも当たった。
1983年2月28日に日本相撲協会を停年退職した後は、東京都江東区門前仲町で在職中に始めた旅館「岸もと」を経営したが、同年7月18日、同区内の自宅で心筋梗塞のため亡くなった。65歳没。
「細身ながら怪力」という共通点を持つ出羽の花義貴が彼の没後に「出来山」の名跡を継承したのは、何かの縁とも思われる。

## 主な成績・記録
- 通算成績：184勝140敗16休 勝率.568
- 幕内成績：125勝115敗16休 勝率.521
- 大関成績：41勝61敗16休 勝率.402
- 通算在位：30場所
- 幕内在位：20場所
- 大関在位：9場所[1]
- 三役在位：6場所（関脇4場所、小結2場所）
- 金星：2個（双葉山1個、東富士1個）

### 場所別成績
| 1938年 （昭和13年） | （前相撲）         | 西序ノ口8枚目 5–2     | x              |
| 1939年 （昭和14年） | 東序二段8枚目 6–1  | 東三段目9枚目 6–2     | x              |
| 1940年 （昭和15年） | 西幕下31枚目 3–5   | 東幕下30枚目 4–4      | x              |
| 1941年 （昭和16年） | 西幕下24枚目 6–2   | 西幕下9枚目 7–1       | x              |
| 1942年 （昭和17年） | 東十両12枚目 9–6   | 西十両6枚目 13–2      | x              |
| 1943年 （昭和18年） | 東前頭18枚目 12–3  | 西前頭5枚目 5–10      | x              |
| 1944年 （昭和19年） | 東前頭12枚目 8–7 ★ | 西前頭6枚目 6–4       | 西小結 7–3     |
| 1945年 （昭和20年） | x                  | 東張出関脇 3–4        | 東小結 8–2     |
| 1946年 （昭和21年） | x                  | 国技館修理 のため中止 | 東関脇 11–2    |
| 1947年 （昭和22年） | x                  | 西張出大関2 5–5       | 西張出大関 8–3 |
| 1948年 （昭和23年） | x                  | 西大関 0–5–6          | 西大関2 3–8    |
| 1949年 （昭和24年） | 東関脇 4–9         | 西前頭2枚目 10–5 ★    | 東関脇 10–5    |
| 1950年 （昭和25年） | 東張出大関 10–5    | 西大関 6–9            | 西張出大関 8–7 |
| 1951年 （昭和26年） | 西大関 0–12–3      | 東張出大関 引退 1–7–7 | x              |
| 各欄の数字は、「勝ち-負け-休場」を示す。 優勝 引退 休場 十両 幕下 三賞：敢=敢闘賞、殊=殊勲賞、技=技能賞 その他：★=金星 番付階級：幕内 - 十両 - 幕下 - 三段目 - 序二段 - 序ノ口 幕内序列：横綱 - 大関 - 関脇 - 小結 - 前頭（「#数字」は各位内の序列） |                    |                       |                |

### 幕内対戦成績
| 力士名 | 勝数 | 負数 | 力士名   | 勝数 | 負数 | 力士名 | 勝数 | 負数 | 力士名 | 勝数 | 負数 |
| ------ | ---- | ---- | -------- | ---- | ---- | ------ | ---- | ---- | ------ | ---- | ---- |
| 愛知山 | 1    | 2    | 青葉山   | 1    | 0    | 葦葉山 | 2    | 0    | 東冨士 | 6    | 4    |
| 有明   | 2    | 0    | 大内山   | 4    | 3    | 大熊   | 0    | 1    | 大ノ海 | 2    | 0    |
| 大ノ森 | 1    | 0    | 鏡里     | 3    | 3    | 柏戸   | 6    | 3    | 清恵波 | 0    | 1    |
| 九ヶ錦 | 5    | 0    | 九州錦   | 1    | 1    | 高津山 | 9    | 2    | 琴錦   | 6    | 4    |
| 小松山 | 1    | 0    | 佐賀ノ花 | 6    | 9    | 清水川 | 3    | 2    | 鯱ノ里 | 3    | 0    |
| 立田野 | 1    | 0    | 玉ノ海   | 1    | 0    | 鶴ヶ嶺 | 1    | 1    | 照國   | 3    | 4    |
| 輝昇   | 4    | 8(1) | 十勝岩   | 4    | 2    | 名寄岩 | 4    | 5    | 羽黒山 | 0    | 13   |
| 盤石   | 1    | 0    | 備州山   | 0    | 4    | 常陸海 | 1    | 0    | 広瀬川 | 0    | 1    |
| 双葉山 | 1    | 1    | 双見山   | 3    | 0    | 不動岩 | 8    | 2(1) | 前田山 | 1    | 5    |
| 松浦潟 | 3    | 0    | 三根山   | 10   | 3    | 緑國   | 0    | 1    | 緑嶋   | 1    | 0    |
| 吉葉山 | 1    | 6    | 力道山   | 2    | 4    | 若潮   | 1    | 1    | 若瀬川 | 4    | 4    |
| 若ノ花 | 0    | 2    | 若葉山   | 0    | 1    | 若港   | 2    | 0    |        |      |      |